# Музика мізрахіт
Музика мізрахіт, (івр. מוזיקה מזרחית) або Середземноморська музика, (івр. מוזיקה ים תיכונית) є музичним жанром в музиці Ізраїлю яка заснована на традиційній музиці євреїв Мізрахі. На цей жанр музики впливають арабська, єменська, грецька, індійська, курдська, турецька, марокканська, іракська і ізраїльська музика з 1930-х до 1950-х років.

## Історія
З самого початку формування музичної культури «нового ишува» в Палестині євреї-іммігранти з Європи приділяли значну увагу музичної традиції Близького Сходу. Елементи арабської мелодики і музики єменських євреїв знайшли відображення в стилі академічної музики, що отримав назву Східно-середземноморської школи, а в 1930-і роки проникли і в популярну музику, в першу чергу завдяки співпраці композитора Нахума Нарди і представниці єменської громади, співачки Брахи Цфіри. Проте для вихідців з Європи музична традиція арабських країн залишалася екзотикою, а єменські євреї, як вказують Регев і Серуссі, в їх системі переконань займали місце «благородних дикунів», якими можна захоплюватися, але чия культура залишається чужий. Тільки після заснування Ізраїлю, з масовим приїздом євреїв з країн Магрибу та арабських країн Азії, ця музична культура почала ставати по-справжньому популярною, отримавши назву «музики Мізрахіт» (букв. «Східної»).
Першими яскравими представниками східного стилю в ізраїльській музиці стали виходець з Іраку Альберт Шетріт (відомий під псевдонімом Фільфель аль-Масрі) і марокканський єврей Жо Амар. У піснях першого сусідили івритський текст і традиційна арабська музична обробка, що різко відрізняло їх від пануючих в 1950-і роки в ізраїльській естраді стилів. Другий виконував музику в Андалузії стилі, що нагадував одночасно популярну іспанську музику (в першу чергу пасодобль) і міську музику Марокко; одна з його пісень, «Шалом ле-бен доди» (івр. שלום לבן דודי - «Привіт двоюрідному брату»), стала пізніше одним з перших шлягерів в стилі Мізрахі після того, як вийшла її кавер-версія у виконанні Зогара Арґова. У 50-ті ж роки ця музика практично не звучала на радіо і виконувалася у вузькому колі «східними євреями для східних євреїв».

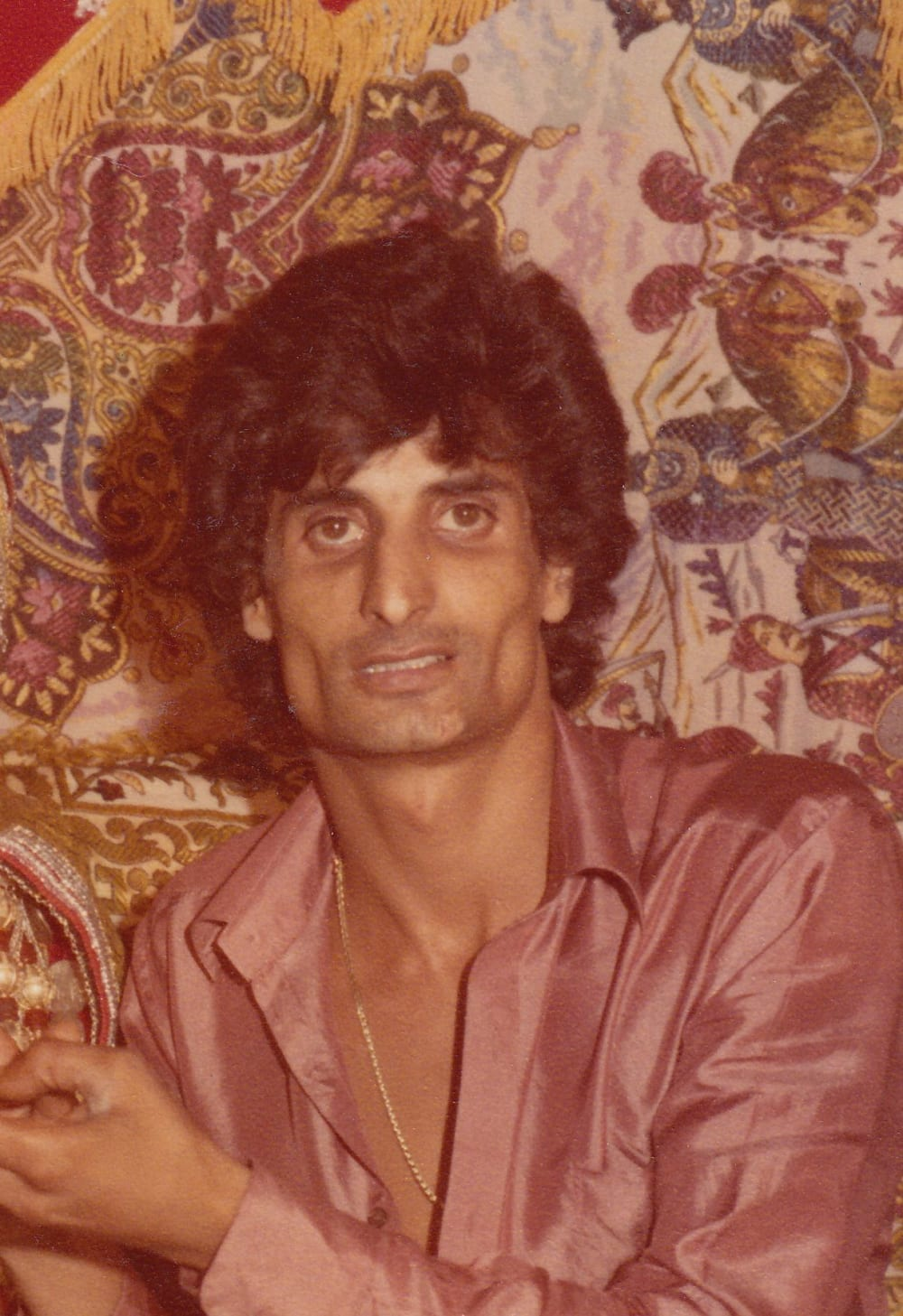
Зогар Арґов

У 1960-і роки місце арабської музики в етнічної ніші ізраїльської музичної культури зайняла грецька, розквіт якої пов'язаний з величезною популярністю грецького співака Аріса Сана, часто виступав у Ізраїлі. Грецькі виконавці були частими гостями ізраїльських нічних клубів, а грецький колорит міцно увійшов в музичну культуру репатріантів з країн Сходу. Зокрема, популярним став швидкий струнний перебір-стаккато на електрогітарі на високих нотах, який імітував звук бузуки; з тих пір цей прийом залишається одним з основних у провідних виконавців музики Мізрахіт

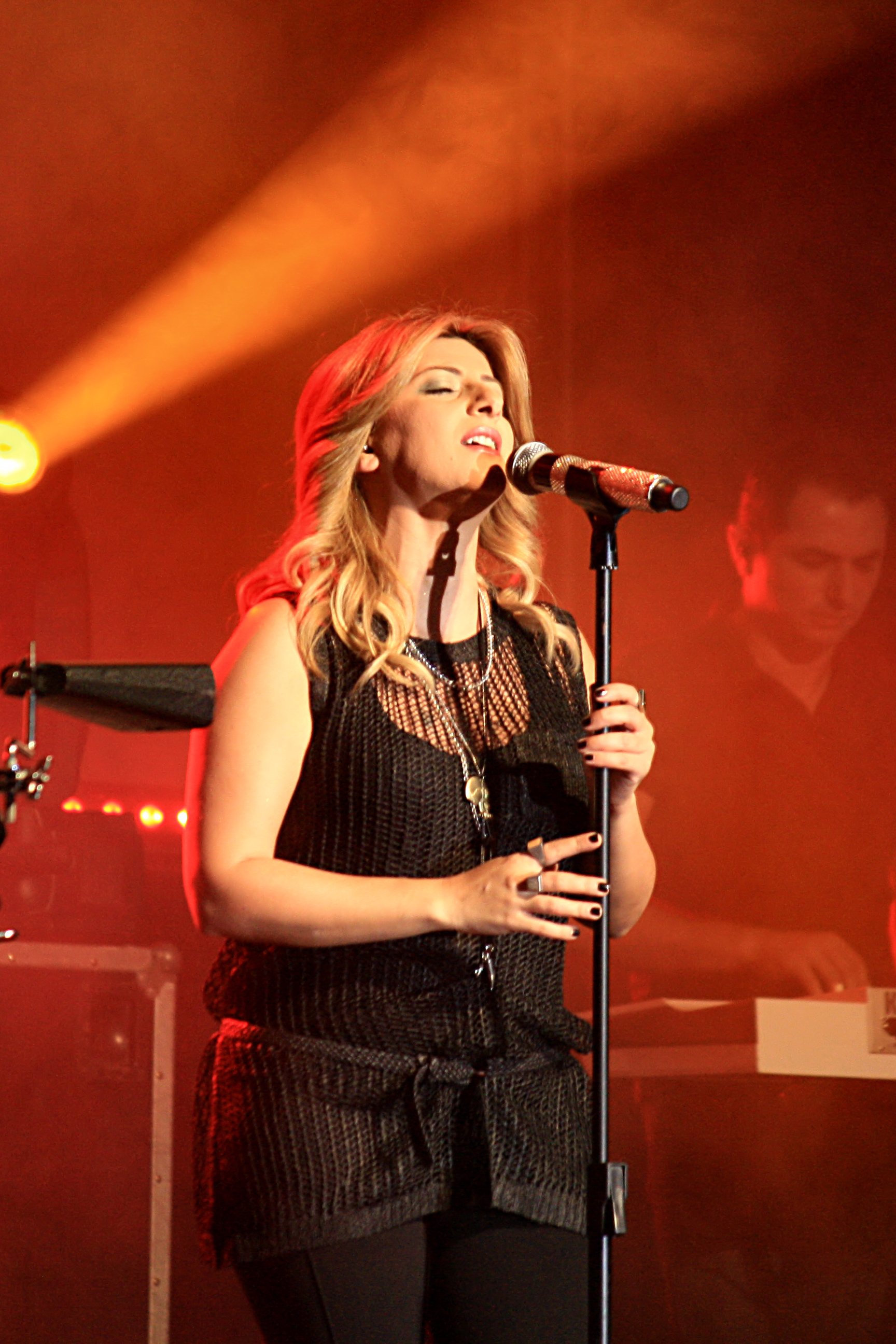
Саріт Хадад

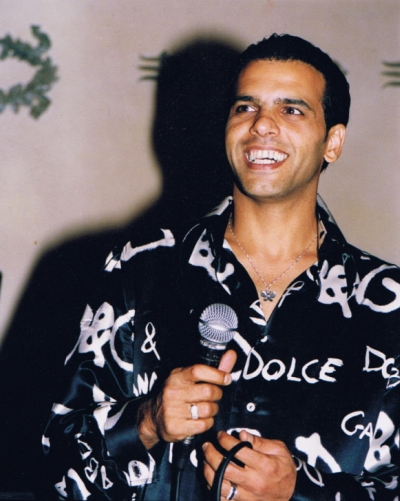
Ейяль Голан

Східний стиль в популярній музиці довго не міг стати частиною загальної ізраїльської культури. Цей стиль, презирливо іменувався «музикою касет» і «музикою Центральної станції» (за місцем, де в Тель-Авіві найлегше було придбати записи такої музики на касетах з відкритих лотків), критики, які представляли ашкеназький інтелігенцію Ізраїлю, відкрито називали позбавленим смаку. Проте музика Мізрахіт продовжувала виконуватися в нічних клубах і кафе, і в 70-ті роки почалося формування естрадних ансамблів, найвідомішими з яких стали «Лехакат цлілей ха-Керем» (рус. «Звуки виноградника» - на честь тель-авівського єменського району Керен ха-Тайманов) і «Лехакат цлілей ха-уд» (рус. «Звуки уда»). У 1971 році з ініціативи директора фольклорного відділення «Коль Ісраель» Йосефа Бен-Ісраеля Управління громадського мовлення провело перший в Ізраїлі фестиваль східної пісні, а в 1979 році заходи цього фестивалю вперше транслювало національне телебачення. Саме в рамках цих фестивалів отримали популярність майбутні зірки стилю Мізрахі, в тому числі переможець 1982 року Зогар Арґов. У міру розвитку жанру в 80-е і 90-е роки в ньому злилися орієнтація на європейську естраду (в тому числі стандартний західний набір інструментів), общеізраільскіе культурні коди і східний (або «середземноморський») музичний колорит, проявами якого стали вібруючі голосові « завитки »на довгих нотах, особливо в кінці музичних фраз, циклічний ритмічний малюнок, що нагадує арабський музичний фольклор, навмисна гугнявість співу і стерта межа між мажорними і мінорними тональностями.
Провідним виконавцем стилю Мізрахі в 1980-і роки став Хаїм Моше - син єменських євреїв, чиї виходили на касетах збірники пісень розходилися тиражами від 30 до 200 тисяч примірників (найуспішнішою стала касета 1983 «Любов мого життя», вихід якої знаменував вихід Моше на національний рівень). Моше не обмежував свою творчість тільки стилем Мізрахі - з ним співпрацювали провідні ашкеназские автори Нуріт Гірш, Наомі Шемер, Іцхак Клептер і Узі Хитман. Короткою, але яскравою була естрадна кар'єра Зогара Арґова, на відміну від Моше, що не намагався «наводити мости» з ашкеназький культурним істеблішментом, але також виконував і класичні «пісні Землі Ізраїлю», і європейські балади. Арґов наклав на себе руки у в'язниці в 1987 році, через сім років після початку кар'єри, в ході слідства за звинуваченнями, пов'язаними з наркотиками. Ця передчасна смерть привернула особливу, хоча і запізніле, увагу до його творчості і послужила каталізатором подальшої легітимації стилю Мізрахі. Могила Арґова стала місцем паломництва, подібно могил західних рок-зірок, а його пам'яті були згодом присвячені п'єса «Король» і художній фільм «Зогар»  .
Турецько арабська жанр, відомий як «стиль Офера Леві», «охопив країну з кінця 1980-х до початку 2000-х років і став більш лідером ніж средіземноя музика з іншого боку, повністю ігнорований капітанами середземноморської музики і ЗМІ. Цей жанр згадується як «важка», «депресія» або «справжня Музика мізрахіт» східна музика на відміну від середземноморської музики, яка вважається «легкої» під впливом західної музики (Eyal Golan). Офер Леві зміг виконати один з найбільш значних кроків у східній музиці, на який до цього часу впливали єменські композитори і «легкі» середземноморські композитори. Леві, перший співак східній і середземноморської музики, який почав свої сольні виступи в Великих Залах: Синерама, Театр Кесарії і Біньяней ха-ума ще в 1993 році і тим самим проклав шлях для артистів з жанру в місця, які були закриті для них до того часу, довівши, що був попит і аудиторія для музики і це не другорядна музика в Ізраїлі.
Слідом за Моше і Арґов центральною фігурою стилю Мізрахі став композитор і виконавець Авіху Медіна, який присвятив значну частину свого часу популяризації цього стилю і боротьбі з культурною дискримінацією, нібито координованої ашкеназький істеблішментом. Цілям популяризації та просування музики Мізрахі присвячена також діяльність організації Азіта (івр. עזי"ת - עמותת הזמר הים תיכוני - Суспільство середземноморської пісні). У 1990-і і 2000-і роки музика Мізрахіт фактично перестала бути музикою окремої етнічної групи, ставши частиною мейнстрімної ізраїльської поп-культури. Остаточно стиль Мізрахі вписався в общеізраільскую культурну палітру завдяки популярним поп- і рок-виконавцям, таким як Офра Хаза, яка завоювала собі ім'я більш традиційним репертуаром, а потім додала в нього східний колорит, і що працюють в жанрі етнічного року гурту «Ethnix» і «Тіпекс», що включили в свої композиції елементи Мізрахі і арабські народні інструменти, розпізнавши комерційний потенціал цього стилю. Обличчям стилю Мізрахі кінця 90-х років і початку нового століття став колишній футболіст, а потім співак Ейяль Голан.

## Відомі співаки жанру Мізрахі
- Джо Амар[en] (1930–2009) (марокканський єврей)
- Зогар Арґов (1955–1987) (єменський єврей)
- Авиху Медина (єменський єврей)
- Даклон[en] (єменський єврей)
- Хаїм Моше[en] (єменський єврей)
- Цион Голан[en] (єменський єврей)
- Офра Хаза (1957–2000) (єменський єврей)
- Шимі Тавори[en] (єменський єврей)
- Офер Леві (курдський єврей)
- Ейяль Голан (єменський єврей / марокканський єврей)
- Саріт Хадад (гірські євреї)
- Омер Адам[ru] (гірські євреї)
- Мошик Афія[en] (ліванський єврей)
- Дуду Аарон (єменський єврей)
- Зехава Бен[en] (марокканський єврей)
- Амір Бенаюн[en] (марокканський єврей)
- Гад Ельбаз[en] (марокканський єврей)
- Майя Бускіла (марокканський єврей)
- Іцік Кала[en] (курдський єврей)
- Ішай Леві[en] (єменський єврей)
- Мірі Месіка (туніський єврей / іракський єврей)
- Нінетт Тайєб (тунізький єврей / марокканський єврей)
- Боаз Мауда (єменський єврей)
- Ліор Наркіс (сербський єврей (греко-туніський рід) / іракський єврей)
- Аві Перец[en] (марокканський єврей)
- Кобі Перец (марокканський єврей)
- Моше Перец (марокканський єврей / іракський єврей)
- Насрін Кадрі[en] (арабський єврей)
- Єгуда Саад[en]о
- Шломі Шабат[en] (турецький єврей)
- Пе'ер Тасі[en] (єменський єврей)
- Маргаліт Цаньані[en] (єменський єврей)
- Ідан Янів (бухарський єврей / індійський єврей)
- Кобі Оз[en] (туніський єврей)
- Іден Бен Закен (марокканський єврей / польський єврей)
- Ліора Ітзак[en] (індійський єврей)
- Моті Така[en] (ефіопський єврей)
- Эден Хасо[en]н
- Моран Мазор